# Манданы
Манда́ны — индейский народ из группы сиу, который на рубеже XVIII—XIX веков вёл полукочевой образ жизни на реке Миссури и её притоках Харт и Найф. Археологические находки указывают на то, что манданы пришли в эту местность из долины реки Огайо. В 1837 году большую часть племени скосила эпидемия оспы. Последняя чистокровная представительница племени манданов умерла 6 января 1975 года. Согласно Закону о реорганизации индейцев в 1934 году манданы официально объединились с племенами арикара и хидатса в союз «Три объединённых племени» (Three Affiliated Tribes). Примерно половина потомков данного объединённого племени проживает в настоящее время в резервации Форт-Бертольд в штате Северная Дакота, а прочие рассеяны по территории США. Некоторые старики ещё говорят на манданском языке.

## Культура
В отличие от большинства индейцев Великих равнин, ведших кочевой или полукочевой образ жизни, манданы в XIX веке жили в постоянных поселениях, состоявших из куполообразных «земляных домов», окружённых палисадом. Они выращивали кукурузу, бобы, тыквы, подсолнечник, охотились на бизонов в охотничий сезон, изготавливали керамику и корзины.
У манданов существовали сложные церемонии, такие, как солнечный танец и знаменитая окипа — длившийся 4 дня праздник инициации молодых людей, подвергавшихся всё это время изощрённым истязаниям, чтобы доказать свою готовность стать воинами, напоминавший аналогичный обряд черноногих, описанный в автобиографической повести Джеймса Уилларда Шульца «Сатаки и я» (1924). Существовали и церемонии меньшего масштаба, которые проводились не всем племенем, а отдельными группами, например, «медвежья церемония» для излечения больных и для повышения силы воинов.
Селения манданов состояли из 12—100 домов. В каждой из племенных групп трое людей занимали руководящее положение: военный предводитель, предводитель мирного времени и правитель деревни. В социальной организации доминировали объединения воинов с иерархией по возрасту; за членство в воинских союзах необходимо было вносить плату. Помимо воинских, существовали другие социальные, шаманские и женские объединения.
Художники из племени манданов украшали одежды из буйволиной кожи, изображая на них эпизоды из героических сражений.

## История
Ближайшим к манданскому языку является язык племени виннебаго. Манданы прибыли на реку Харт в период между X и XIII веками и основали здесь 9 селений: 2 на восточном и 7 на западном берегу. В то же время в регион прибыло и племя хидатсов, ведшее тогда кочевой образ жизни. Встретившись с манданами, хидаца переняли их оседлый земледельческий образ жизни и поселились к северу от них на реке Найф.
Первая встреча манданов с европейцами произошла в 1738 году, когда их посетили французские торговцы. В это время численность манданов составляла около 15000 человек, проживавших в 9 селениях на реке Харт. В середине XVIII века манданы впервые приобрели лошадей, которых они использовали для перевозок и охоты. Встреча с французами привела к тому, что манданы стали играть роль посредников в торговле шкурами, злаками и буйволовым мясом в обмен на оружие и лошадей.
В 1750 году существовало 9 селений манданов, однако несколько эпидемий оспы и холеры снизили к 1800 году их число до двух. После эпидемии оспы в 1837 году выжило всего 100—150 манданов. Некоторые из них в 1845 году переселились к племени хидатсов в Форт-Бертольд, а большинство прочих переселилось туда же позднее. Численность потомков манданов по состоянию на 2000 год составляла 369 человек.

## Европейские легенды о происхождении манданов
Легенды о том, что среди манданов были потомки доколумбовых белых переселенцев, либо из Уэльса, либо потомков викингов из Винланда, привлекли к этому племени внимание большого числа исследователей XVIII и XIX веков. Изучением манданов занимались, в частности, Джон Т. Эванс, Джордж Кэтлин, Джордж Роджерс Кларк, Уильям Кларк и Мериуэзер Льюис.
В ноябре 1833 — марте 1834 году среди манданов зимовала немецкая естественнонаучная и этнографическая экспедиция под руководством принца Максимилиана Вид-Нойвида, участник которой швейцарский художник Карл Бодмер сделал несколько десятков зарисовок и акварелей, детально запечатлевших внешний облик, одежду, вооружение, обычаи и предметы быта племени. Проиллюстрированная Бодмером книга «Путешествие принца Максимилиана во внутренние районы Северной Америки», опубликованная в 1839—1841 годах в Кобленце, а в 1843—1844 годах в Лондоне, впервые познакомила образованных европейцев с антропологией, материальной и духовной культурой манданов.
Джордж Кэтлин, посетивший манданов в 1833 году, обратил внимание на сходство некоторых манданских ритуалов с еврейскими религиозными праздниками, из-за чего пришёл к выводу об их еврейском происхождении, хотя вряд ли имел при этом в виду события, описанные в Книге Мормона. Основной версией Кэтлина было валлийское происхождение манданов от легендарной экспедиции в Новый Свет Мадога ап Оуайн Гвинед, якобы имевшей место в XII веке.
Хьялмар Холанд ссылался на спорный Кенсингтонский рунический камень как возможное доказательство продвижения норманнов вглубь Северной Америки и их связи с манданами.